# Huenes Marcelo Lemos
Huenes Marcelo Lemos (Iguatama, 5 de dezembro de 1981), conhecido como Mineiro, é um futebolista e treinador brasileiro que atuava como zagueiro. Atualmente treina o time de Iretama na cidade de Iretama. É irmão gêmeo do lateral esquerdo Wellington Saci.
Anteriormente, Mineiro jogava na Associação Desportiva Atlética do Paraná, de Campo Mourão, onde tornou-se grande ídolo da torcida, contando em seu currículo com o vice-campeonato paranaense de 2006, defendendo a equipe do interior paranaense. Durante a campanha, a ADAP eliminou os principais rivais do estado, Atlético e Coritiba.
O bom desempenho na ADAP chamou a atenção do Internacional de Porto Alegre para onde foi transferido em 2007. No Internacional atuou como zagueiro e lateral, chegando a marcar dois gols de bola parada. Com poucas chances no elenco, o jogador foi retirado dos planos do clube para 2008 e se transferiu para o Gamba Osaka do Japão. Em 2009, foi contratado pelo Juventude, por empréstimo junto ao Internacional.
Em 2010, foi emprestado ao Porto Alegre. Nesse mesmo ano, foi aproveitado por Enderson Moreira no time B do Inter, que ganhou a Copa FGF. Depois de algumas partidas do Inter B, foi emprestado ao Criciúma até o fim de 2011, junto com o lateral esquerdo Kléber, o meia Wágner Libano e o atacante Talles Cunha.
Atualmente mineiro atua como o treinador do time de Iretama (Paraná, Brasil), e da escolinha Craques do Futuro. 

## Títulos
Internacional
- Recopa Sul-Americana: 2007